# Lazarus (romanzo)
Lazarus è un romanzo di fantascienza di Alberto Cola. Vincitore del Premio Urania 2009, è stato pubblicato a dicembre del 2010 come numero 1565 della collana.
Il protagonista del romanzo è un mistico, una sorta di telepate in grado di percepire e influenzare le sensazioni degli altri, ma non i pensieri. Ambientato principalmente in una Tokyo futuristica (con un breve episodio nei dintorni), racconta di come il protagonista venga incaricato di rintracciare una versione resuscitata dello scrittore giapponese Yukio Mishima, e di come in seguito si unisca a lui nella fuga.